# RMS Mauretania (1938)
El segundo RMS Mauretania fue un transatlántico británico, botado el 28 de julio de 1938 en Birkenhead (Inglaterra), siendo completado en mayo del año siguiente. Fue el primer barco construido para la nueva compañía Cunard White Star Line, creada con motivo de la fusión, en mayo de 1934, de la Cunard y la White Star Line. Tras la retirada del servicio del primer barco bautizado con el mismo nombre en 1935, para impedir que una compañía rival utilizara el nombre y mantenerlo disponible para el nuevo transatlántico, se acordó con la naviera Red Funnel que el vapor Queen fuera renombrado temporalmente como Mauretania hasta la botadura del nuevo buque, en 1938.
El buque tenía un arqueo bruto de 35 739 toneladas y sus dimensiones eran de 235 m de eslora y 27 m de manga. Fue diseñado con un aspecto exterior similar al del Queen Elizabeth, que era de mayor tamaño. Su sistema de propulsión constaba de dos conjuntos de turbinas de vapor Parsons con una potencia de 42 000 CV que conectaban con dos hélices laterales. Su velocidad de crucero era de 23 nudos (43 km/h), y podía alcanzar una velocidad máxima de 26.
El transatlántico sirvió como transporte de tropas durante la Segunda Guerra Mundial desde 1940 a 1943 y, posteriormente, fue anclado en el puerto de Nueva York a la espera de nuevas órdenes por parte del Almirantazgo.
En 1945 fue reacondicionado para transportar tropas entre Australia y las islas británicas hasta el año siguiente.
Tras ser devuelto a la Cunard White Star al finalizar el conflicto, se observó que el barco no estaba en condiciones para reincorporarse al servicio transoceánico de forma inmediata. Además, sus interiores se habían degradado tanto que durante una fiesta de baile en Cobh, 6 personas cayeron desde el salón de baile a la cubierta inferior. Pocos meses después, uno de sus motores explotó, dejando al barco con una abolladura hacia el lado de estribor, hundiéndose en el canal de Cobh con solo 2 cubiertas totalmente inundadas.
Tras este hecho, el navío quedó totalmente en penumbra debido a que su sistema eléctrico falló.
En 1947, tras observar que, claramente, el Mauretania necesitaba someterse a una reconstrucción, la Cunard White Star decidió retirarlo del servicio y enviarlo a dique seco para efectuar los trabajos de reacondicionamiento. Para 1949, después de haber estado fuera de servicio durante un año y nueve meses, el buque se reincorporó a su ruta habitual entre Southampton, Halifax y Nueva York.
A finales de 1949, la Cunard White Star Line fue disuelta y volvió a ser la Cunard Line, después de que esta absorbiera a la White Star Line tras adquirir el 38% que le pertenecía a dicha naviera. Tras la disolución de la empresa para la que había operado durante los últimos diez años, el Mauretania, así como el resto de la flota de Cunard White Star, se incorporó automáticamente a la Cunard, operando para esta empresa durante el resto de su carrera.
Desde los años 1950, el Mauretania realizó cruceros navideños entre Portugal y las Islas Canarias hasta 1965, año en el que Cunard consideró retirarlo del servicio debido a los constantes incendios que sufría, que aunque no eran graves, hacían que tuviera que ser continuamente enviado a dique seco para someterse a reparaciones. Debido a esto, la empresa decidió asignar su ruta al RMS Saxonia.
En 1966, se reincorporó de forma esporádica a la flota de Cunard, esta vez en la ruta del Atlántico Norte. Sin embargo, con el transporte marítimo en declive como consecuencia de la llegada y auge del transporte aéreo a reacción, sumado a sus numerosas bajas y a su baja rentabilidad, hicieron que, en 1967, el Mauretania fuera retirado definitivamente del servicio y vendido para su desguace a la empresa Thomas W Ward, ubicada en Inverkeithing (Escocia). El buque fue remolcado hasta el desguace en 1968 y los trabajos de desmantelamiento se llevaron a cabo durante los siguientes cuatro años, siendo totalmente desguazado para 1972.

## Galería

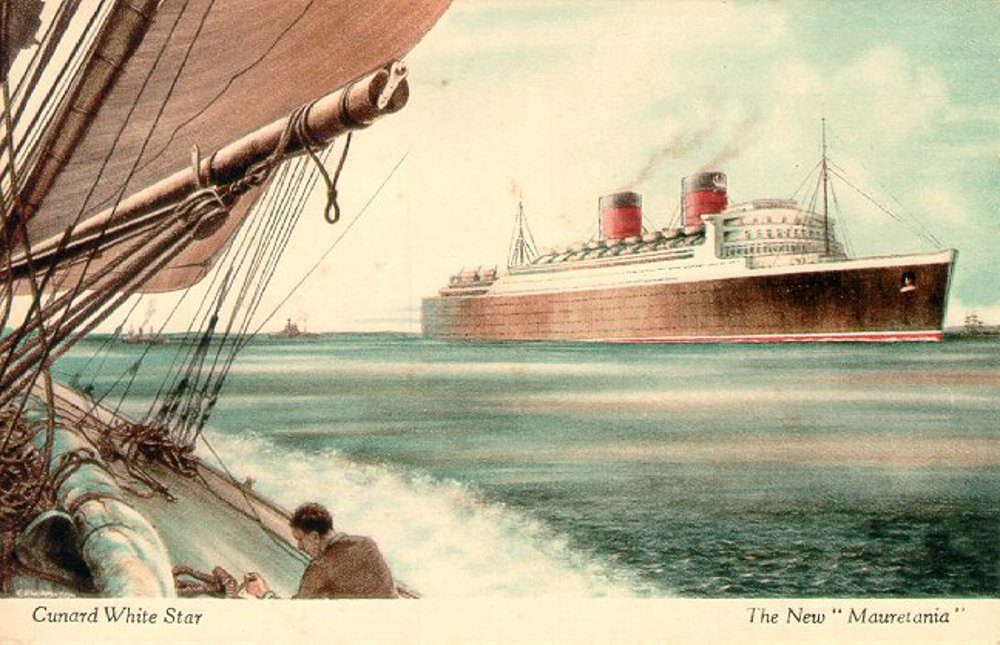
Postal conmemorativa del viaje inaugural del Mauretania, 1939
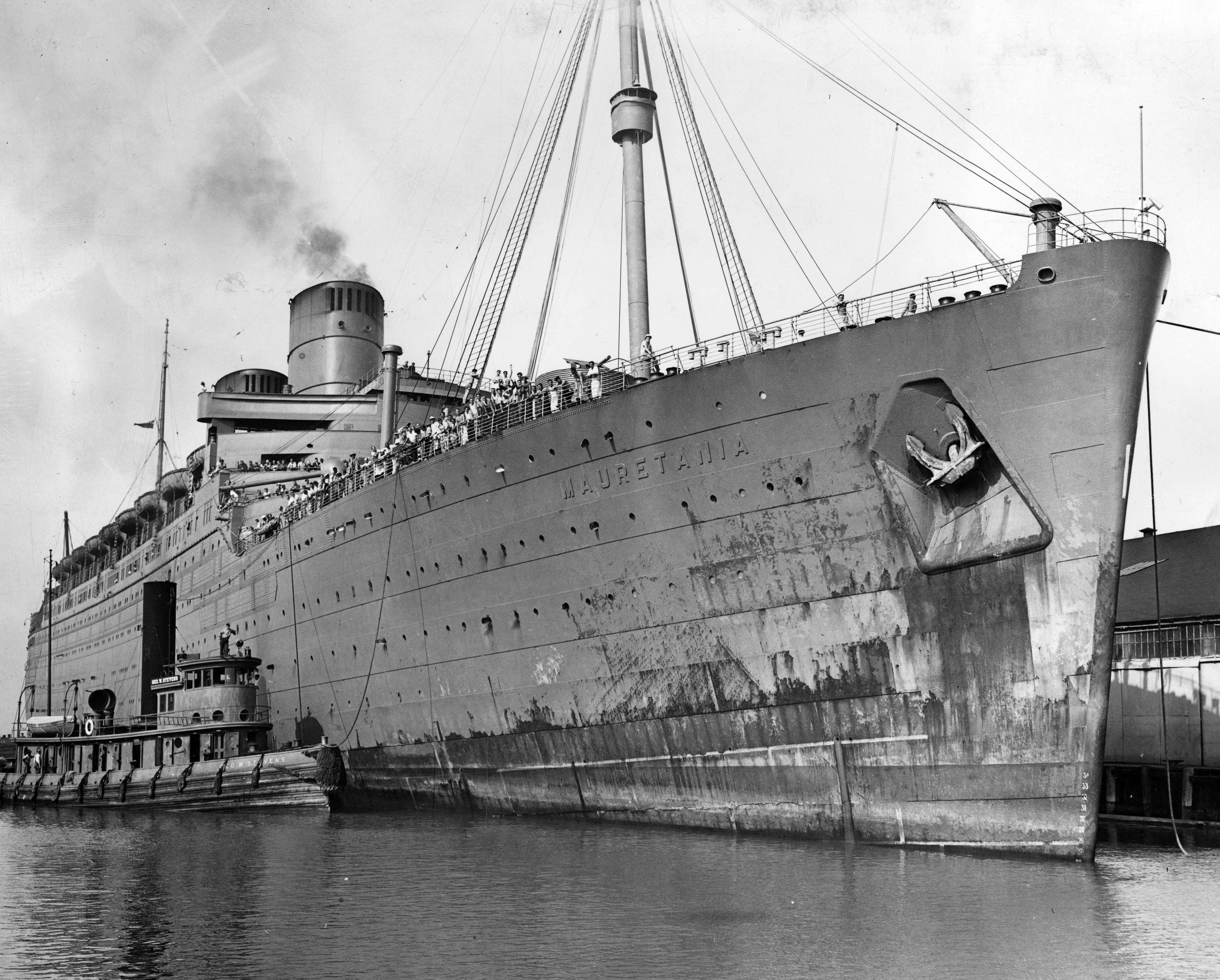
Fotografía del Mauretania, pintado de gris, atracado en Newport News, Virginia, con 2036 prisioneros de guerra alemanes a bordo, 16 de septiembre de 1942
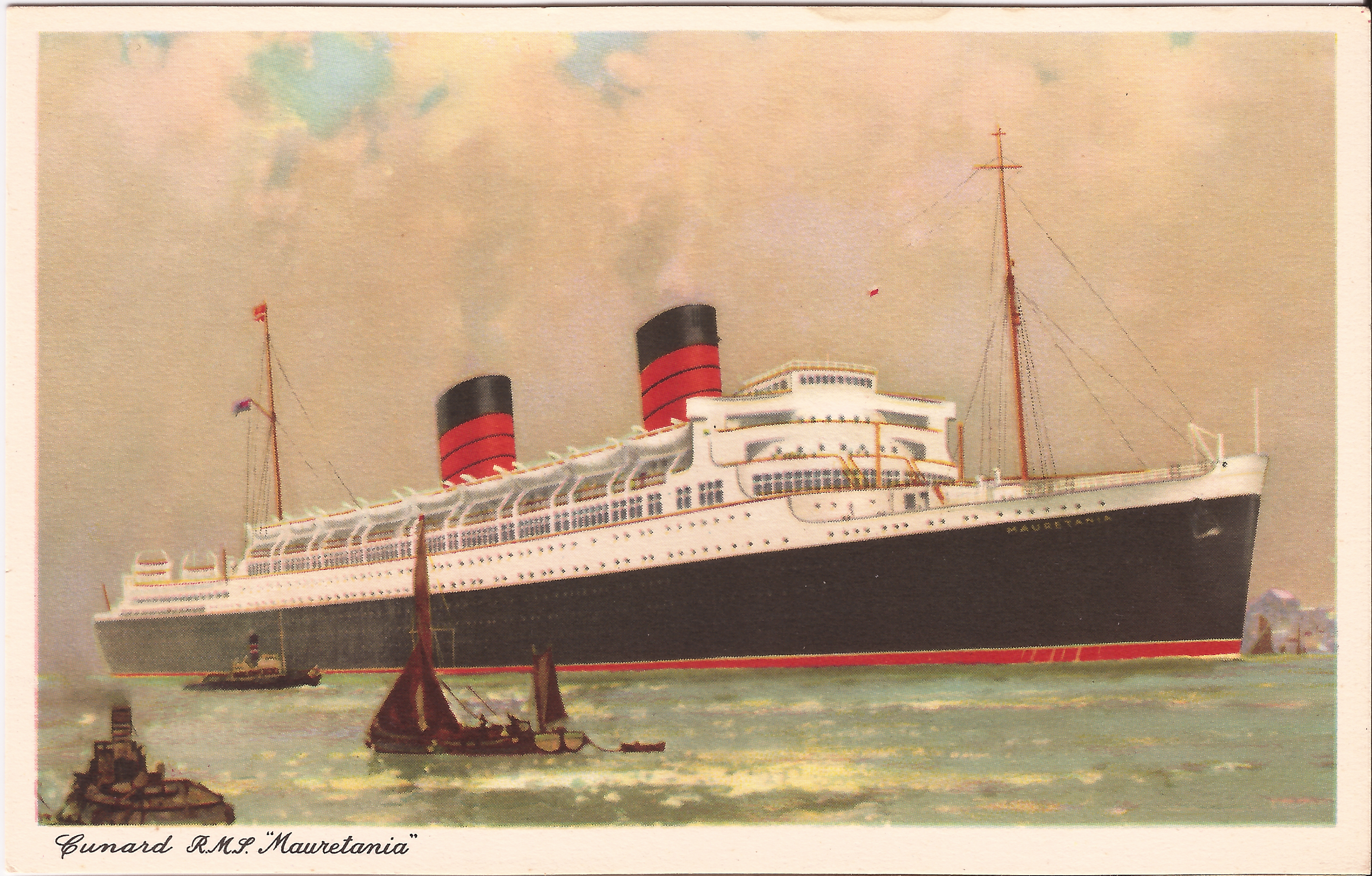
El Mauretania en una postal publicitaria de la Cunard Line
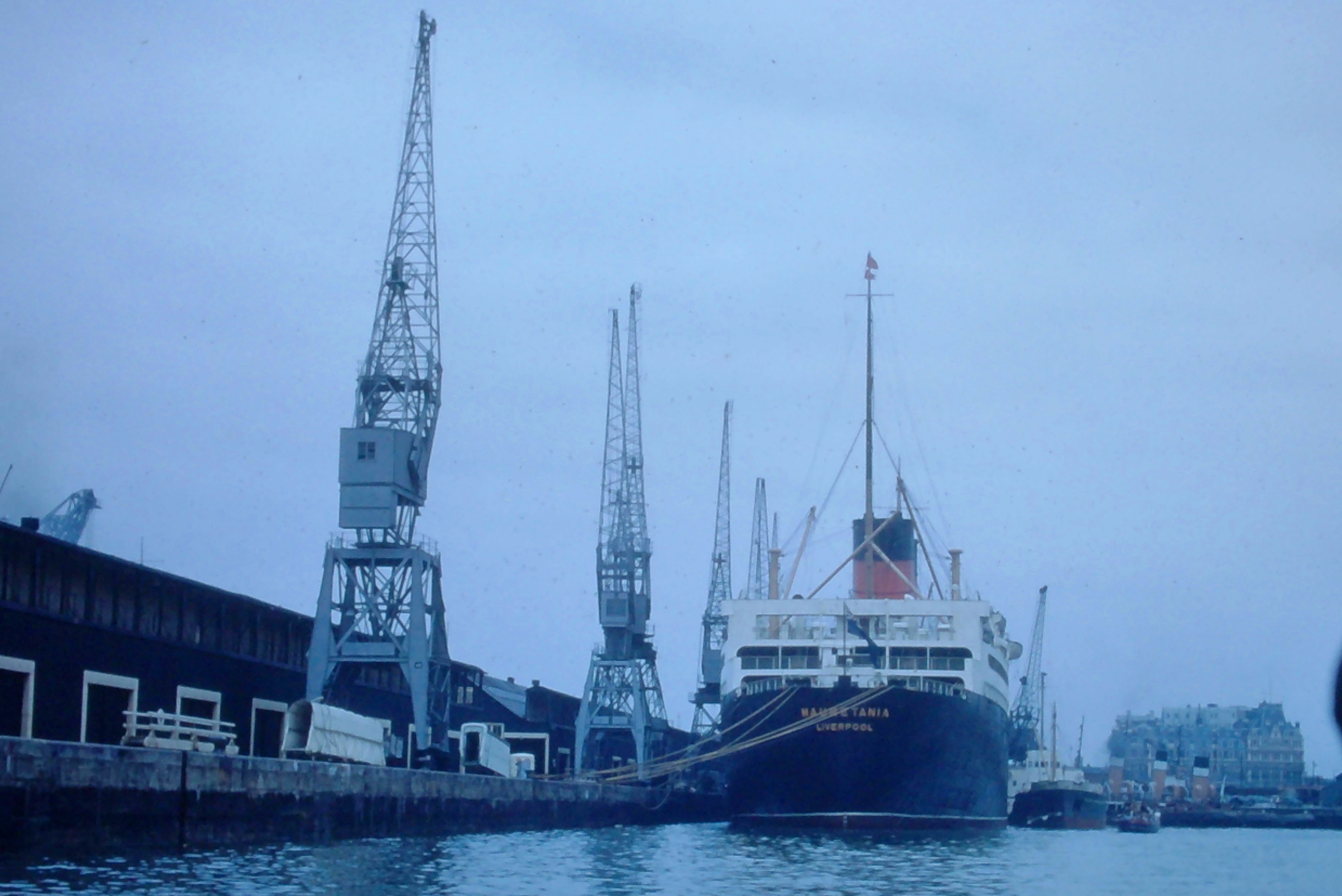
El Mauretania fotografiado a en el puerto de Southampton, en 1958
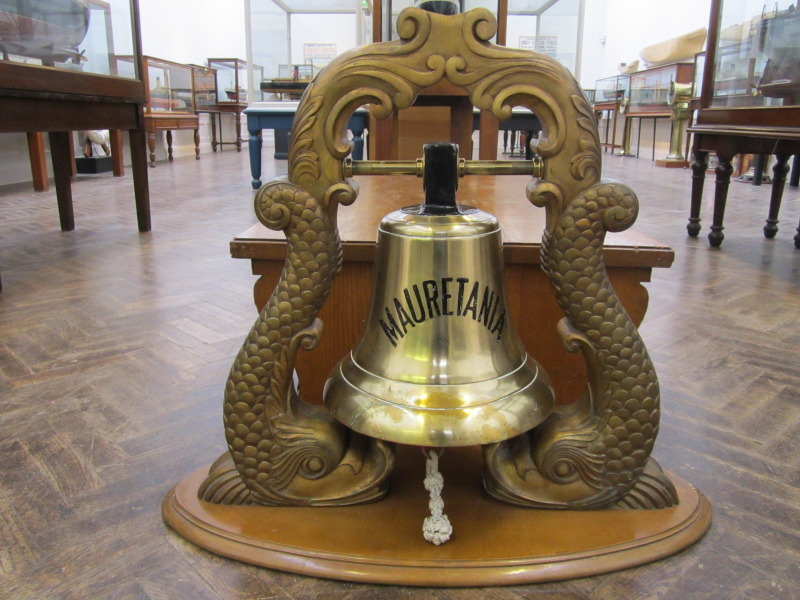
Campana del Mauretania en exhibición en Birkenhead, Inglaterra
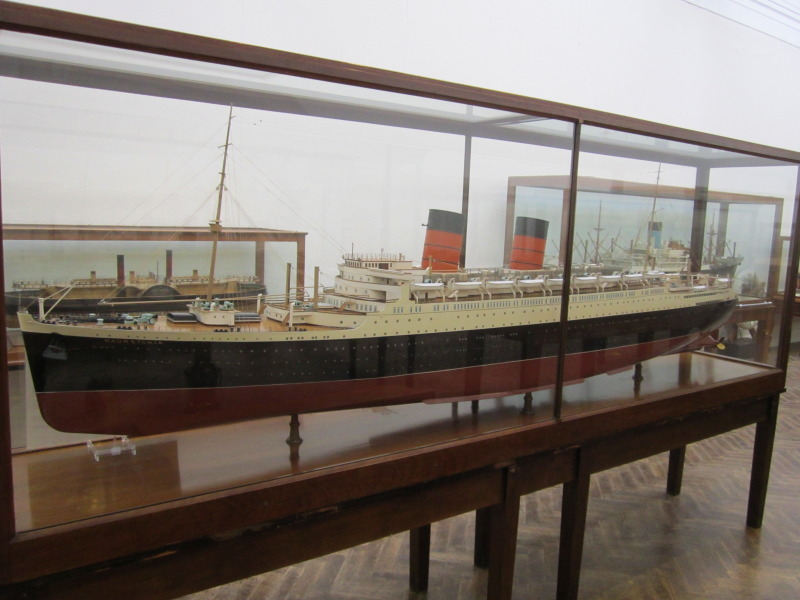
Maqueta del Mauretania, expuesta en el Williamson Art Gallery Museum de Birkenhead